# Мовні та комунікаційні технології
Мовні та Комунікаційні Технології, МКТ (англ. Language and Communication Technologies, LCT), також відомі як технології людської мови або мовні технології – наукове вивчення технологій, які досліджують мову та комунікацію. Це міждисциплінарна сфера, яка охоплює такі галузі, як інформатика, лінгвістика і когнітивна наука.

## Історія
Однією з основних проблем, яку досліджували в 1950-х роках, незабаром після винаходу комп’ютерів, була проблема МКТ, а саме переклад природними мовами (мовами спілкування людей). Великі суми, які інвестували в машинний переклад, свідчать про те,  що цю галузь вважали важливою з самої її появи. Саме в цей період вчені почали розробляти теорії походження мови і комунікації, засновані на наукових методах. Щодо теорії мови, Ноам Чомскі уточнює, що мета лінгвістики полягає у пошуку формального опису мови[1], в той час як Клод Шеннон і Уоррен Вівер запропонували математичну теорію, що пов'язує комунікацію з інформацією.[2]
Комп'ютери та пов'язані з ними технології забезпечили фізичну і концептуальну основу, в рамках якої можна було б проводити наукові дослідження, що стосуються поняття комунікації в межах обчислювальної мережі. Беззаперечним є те, що  ця мережа ефективна на різних рівнях. Вона забезпечила появу нової галузі, відомої як обробка природної мови (ОПМ), або комп'ютерна лінгвістика (КЛ). З обчислювальної точки зору комп'ютерна лінгвістика вивчає всі рівні мови: від відтворення мовлення до значень текстів і діалогів. За останні 40 років система обробки природної мови створила вражаючу обчислювальну інфраструктуру ресурсів, методів та інструментів для аналізу звукової структури мови (фонологія), структури слова (морфологія), граматичної структури (синтаксис) і значення слів (семантика). Обчислювальна інфраструктура важлива не тільки для мовних додатків, але й дозволяє досліджувати структуру людської мови та комунікації на глибшому науковому рівні, ніж будь-коли раніше. 
Крім того, ОПМ застосовується в інших галузях інформатики, зокрема, в сфері штучного інтелекту.[3]  З точки зору штучного інтелекту, використання мови вважають проявом розумної поведінки під впливом активного агента. У підходах до вивчення мови та комунікації на основі штучного інтелекту основна увага приділяється обчислювальній інфраструктурі, необхідній для інтеграції мовної активності у загальну теорію інтелектуальних агентів, які включають, зокрема, вивчення узагальнень на основі конкретного досвіду, здатність планувати і аналізувати висловлювання з вихідною інтенцією, формувати висловлювання, які виконують певні цілі. Зазвичай, така робота має чітко окреслений міждисциплінарний характер, синтезуючи ідеї з різних галузей, зокрема лінгвістики, когнітивної психології і соціології. МКТ інтегрують знання і  дослідження з усіх зазначених галузей. 

## Сьогодення
Мова та комунікація настільки важливі для людської діяльності, що очевидним є вплив МКТ на всі основні сфери життєдіяльності суспільства, включаючи охорону здоров'я, освіту, фінанси, торгівлю та подорожі. Сучасні МКТ ґрунтуються на традиції, де символи та статистичні дані беруться за основу. Це означає, що сучасні дослідження мови вимагають доступу до інформаційних баз даних про слова та їх властивості, до великомасштабних обчислювальних граматик, до обчислювальних інструментів для роботи з усіма рівнями мови,  а також до ефективних систем гіпотетичних умовиводів для формування логічних міркувань. Завдяки обчислювальній роботі можна проникнути в глибинну структуру природних мов і, зокрема, змоделювати найважливіші аспекти взаємодії між різними рівнями мови та іншими когнітивними здібностями.

### Актуальні напрямки досліджень в межах МКТ
- §  Машинний переклад
- §  Інформаційний пошук
- §  Онтологія
- §  Формальна семантика
- §  Подання інформації та репрезентація знань
- §  Відповіді на питання
- §  Розпізнавання мови і синтез
- §  Моделі обробки та засвоєння людської мови
- §  Психолінгвістика

Освітні програми
Зростання інтересу до цієї галузі підтверджується наявністю декількох магістерських програм в європейських країнах у цій динамічній галузі досліджень:[4] в освітніх програмах Гронінгенського університету закріплена навчальна дисципліна «Мовні та комунікаційні технології».
- Магістерські програми  Erasmus Mundus:
- §  Європейська магістерська програма з мовних та комунікаційних технологій https://lct-master.org/ [Архівовано 3 грудня 2020 у Wayback Machine.]
- §  Міжнародні магістерські програми з ОПМ і ТЛМ.
- § Європейська магістерська програма з клінічної лінгвістики

## Зовнішні посилання
- ACL
- ACM SIGIR
- CLEF
- COLING
- EACL
- LREC
- NLDB
- RANLP
- TREC
- European Masters Program in Language and Communication Technologies
- International Masters in NLP and HLT
- European Master in Clinical Linguistics